# Aralia decaisneana
Aralia decaisneana là một loài thực vật có hoa trong Họ Cuồng. Loài này được Hance mô tả khoa học đầu tiên năm 1866.